# Jacques Marx
Jacques Marx (* 29. Juli 1936 in Paris) ist der ehemalige Vorsitzende der jüdischen Gemeinde Duisburg-Mülheim-Oberhausen.

## Leben und Wirken
Sein Vater, Emil Marx, betrieb in Saarbrücken eine koschere Metzgerei. 1935 musste die Familie nach Drohungen gegen ihn nach Paris emigrieren, wo Jacques Marx ein Jahr später geboren wurde. 1940 floh die Mutter mit ihrem Sohn vor den deutschen Truppen in die damals noch freie Zone, nachdem Emil Marx 1939 als deutscher Ausländer interniert wurde.
Als die Nationalsozialisten auch Mittelfrankreich besetzten, musste sich die Familie verstecken. Ab April 1942 tauchte sie, für die nächsten zwei Jahre, in den französischen Wäldern unter.

### Studium
Nach der Befreiung wurde der inzwischen 9-jährige Jacques 1945 in Paris eingeschult. Marx machte in Straßburg sein Abitur, studierte dort vier Semester Pharmazie und setzte nach vier Semestern sein Studium in Freiburg fort.
In Freiburg leistete er dann seinen Militärdienst als Sekretär und Fahrer des sefardischen Militärrabbiners Ben-David.
Mitte der 60er-Jahre zog Marx ins Ruhrgebiet. Er arbeitete in Gelsenkirchen als Pharmazeut und betätigte sich als Reitlehrer, der für die Springreiterfamilie Schockemöhle Pferde zuritt. 1967 ließ er sich als selbstständiger Apotheker in Mülheim nieder.

### Vorsitz der jüdischen Gemeinde
1968 wurde er Mitglied des Mülheimer Gemeinderats und 1973 zum Vorsitzenden der zum Dreierbund zusammengeschlossenen Gemeinden in Duisburg-Mülheim-Oberhausen gewählt. Dieses Amt behielt er ohne Unterbrechung bis zum Jahr 2010. Während der 37 Jahre als Vorsitzender sorgte er für die Integration der jüdischen Zuwanderer aus der ehemaligen Sowjetunion, dem Bau des jüdischen Gemeindezentrums sowie der Gründung des jüdischen Kindergartens in Duisburg.

### Auszeichnungen
Am 4. September 2011 zeichnet die Ministerpräsidentin von Nordrhein-Westfalen, Hannelore Kraft, ihn mit dem Landesverdienstorden aus.
Am 3. September 2020 zeichnete die Bürgermeisterin von Mülheim an der Ruhr, Margarete Wietelmann, ihn mit der Ehrenbürgerschaft aus.